# 蒙贝尔
蒙贝尔（法語：Montbert，法語發音：[mɔ̃bɛʁ] ⓘ）是法国大西洋卢瓦尔省的一个市镇，位于该省南部，属于南特区。

## 地理
蒙贝尔（47°3'28"N, 1°29'20"W）面积28.24 平方千米，位于法国卢瓦尔河地区大区大西洋卢瓦尔省，该省份为法国西北部沿海省份，位于布列塔尼半岛东南部，北起伊勒-维莱讷省，西北接莫尔比昂省，西临大西洋，南至旺代省，东临曼恩-卢瓦尔省。
与蒙贝尔接壤的市镇（或旧市镇、城区）包括：曼恩河畔艾格勒弗耶、勒比尼翁、泰博堡、拉普朗什、热内通、圣菲尔贝德布艾讷。

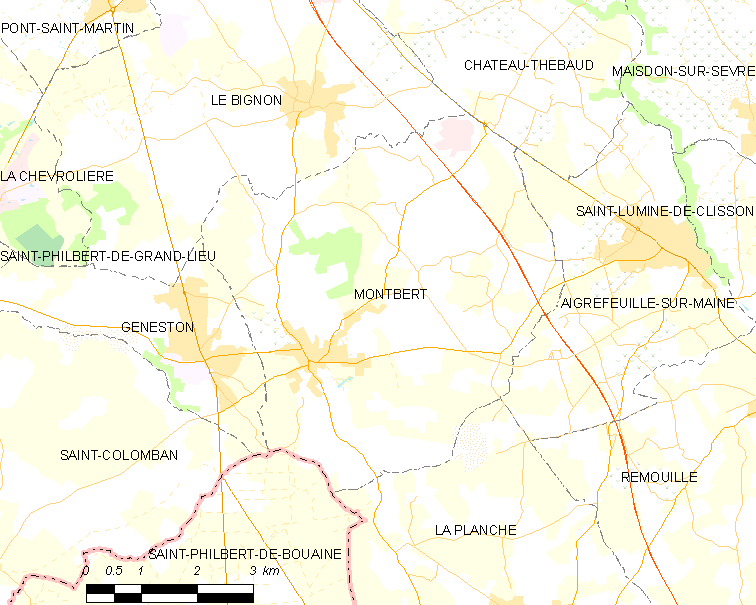
蒙贝尔的OSM定位图

蒙贝尔的时区为UTC+01:00、UTC+02:00（夏令时）。

## 行政
蒙贝尔的邮政编码为44140，INSEE市镇编码为44102。

## 政治
蒙贝尔所属的省级选区为圣菲尔贝德格朗略县。

## 人口

1962-2008年间蒙贝尔人口变化图示

蒙贝尔于2022年1月1日时的人口数量为3346人。